# Борн, Макс
Макс Борн (нем. Max Born; 11 декабря 1882, Бреслау, королевство Пруссия, Германская империя — 5 января 1970, Гёттинген, ФРГ) — немецкий физик-теоретик и математик, один из создателей квантовой механики, сделал существенный вклад в физику твёрдого тела и оптику. Лауреат Нобелевской премии по физике (1954).
Борн является автором фундаментальных результатов в квантовой теории: он стал одним из основоположников матричной механики, предложил вероятностную интерпретацию волновой функции Шрёдингера, внёс существенный вклад в квантовую теорию рассеяния (борновское приближение) и другие научные дисциплины. Занимался проблемами динамики кристаллических решёток, термодинамикой и кинетической теорией твёрдых тел, жидкостей и газов, теорией относительности, теорией упругости. Применял идеи квантовой механики к вопросам из различных разделов науки (строение атомов и молекул, физика твёрдого тела и другие), предпринял попытку построения нелинейной электродинамики (теория Борна — Инфельда). В Гёттингене и Эдинбурге Борн создал крупные научные школы, выступал с публикациями по социальным проблемам и философии науки.
После Второй мировой войны стал одним из основателей и активных участников движения учёных за мир. Член ряда научных обществ мира, в том числе иностранный член Академии наук СССР (1934). Обладатель Ордена «За заслуги перед Федеративной Республикой Германия» (1959).

## Биография

### Происхождение и образование (1882—1907)
Макс Борн родился в прусском городе Бреслау (ныне польский Вроцлав) в семье известного эмбриолога еврейского происхождения Густава Борна (1850—1900), профессора анатомии Бреславльского университета. Предки Макса по отцовской линии носили фамилию Буттермильх (нем. Buttermilch), пока в 1842 году не сменили её на менее заметную — Борн. Среди них были бизнесмен Давид Борн (1817—1879), известный деятель рабочего движения Штефан Борн (1824—1898) и врач Маркус Борн (нем. Marcus Born, 1819—1874), дед будущего физика. Мать Макса, Маргарет Кауфман (Margarete Kaufmann, 1856—1886), была дочерью успешного силезского предпринимателя-текстильщика Саломона Кауфмана (нем. Salomon Kaufmann, 1824—1900). Кауфманы увлекались музыкой, среди посетителей их дома были такие композиторы как Ференц Лист и Иоганнес Брамс.
После смерти матери, которая страдала от жёлчнокаменной болезни, Макс и его младшая сестра Кете (нем. Käthe, 1884—1953) воспитывались гувернанткой, пока в 1892 году отец, Густав Борн, не женился вторично — на Берте Липштейн (нем. Bertha Lipstein, 1866—1937), которая родила ему сына Вольфганга (нем. Wolfgang Born, 1893—1949). Хотя между мачехой и приёмными детьми не возникло настоящей близости, домашняя атмосфера способствовала всестороннему развитию личности и способностей Макса; среди постоянных посетителей дома Борнов были изобретатель химиотерапии Пауль Эрлих и бактериолог Альберт Нейссер. Юный Макс не относился к лучшим ученикам гимназии кайзера Вильгельма, где преподавались главным образом традиционные гуманитарные дисциплины, однако его учителю физики доктору Машке (нем. Maschke) удалось увлечь юного Борна своим предметом.

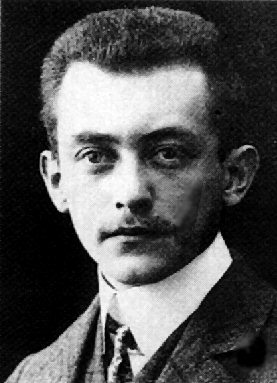
Макс Борн в молодости

После окончания школы, следуя совету незадолго до этого скончавшегося отца, в 1901—1902 годах Макс Борн посещал в Бреславльском университете лекции по самым различным предметам (физика, химия, зоология, философия, логика, математика, астрономия) и в итоге остановил свой выбор на последних двух, решив стать астрономом. Однако вскоре он был разочарован низким уровнем университетского астрономического оборудования и необходимостью проводить большое количество однообразных вычислений. Следуя тогдашней традиции, Борн не оставался постоянно в Бреслау: летний семестр 1902 года он провёл в Гейдельбергском университете, где подружился с Джеймсом Франком, а летний семестр следующего года — в Цюрихском политехникуме, где слушал лекции известного математика Адольфа Гурвица. Узнав от своих университетских товарищей Отто Тёплица и Эрнста Хеллингера о гёттингенской математической школе, Борн отправился в этот город, где посещал лекции Давида Гильберта, Германа Минковского и Вольдемара Фойгта.
Вскоре Гильберт избрал нового студента своим ассистентом с обязанностью вести записи лекций профессора. Однако гораздо более ценной для Борна оказалась возможность участвовать в дискуссиях Гильберта и Минковского, проходивших во время их прогулок по Гёттингену и окрестностям. Будущий учёный также принимал участие в работе нескольких семинаров. Один из них, семинар по электродинамике движущихся тел, привлёк его внимание к тематике специальной теории относительности (имя Эйнштейна тогда ещё не было известно). Работа над проблемами теории упругости, которые обсуждались на семинаре под руководством Феликса Клейна и Карла Рунге, оказалась столь плодотворной, что, по совету Клейна, Борн представил свои результаты на университетский конкурс и завоевал премию. Эта работа, посвящённая устойчивости упругой деформации, легла в основу докторской диссертации молодого физика. Впрочем, отношения с Клейном не были идеальными, поскольку Борн хотел заниматься теорией относительности и поначалу отказывался писать диссертацию по теории упругости. По этой причине в качестве устного экзамена на соискание степени он не рискнул выбрать геометрию, а предпочёл ей астрономию: его экзаменатором в этом случае становился директор Гёттингенской обсерватории Карл Шварцшильд, семинар которого по астрофизике он также посещал. Экзамен прошёл успешно в январе 1907 года.

### Развитие карьеры (1907—1933)
После получения докторской степени Борн был обязан отправиться на годичную военную службу, однако выявленная у него астма позволила уменьшить этот срок. После этого он отправился на полгода в Кембридж, где слушал лекции известных физиков Дж. Дж. Томсона и Джозефа Лармора. После возвращения в Бреслау Борн некоторое время работал под руководством экспериментаторов Отто Люммера и Эрнста Прингсгейма, однако вскоре, открыв для себя работы Эйнштейна, увлёкся теорией относительности. Эта деятельность вновь привела его в Гёттинген, куда он был приглашён в качестве сотрудника Минковского (декабрь 1908 года). Но уже в январе 1909 года Минковский скоропостижно скончался после неудачной операции по удалению аппендикса, за чем последовал новый период неопределённости. Рунге и Гильберт поддержали дальнейшую работу молодого физика по теории относительности, и вскоре по представлению Фойгта Борн получил должность приват-доцента. К этому времени относится начало плодотворного сотрудничества с университетским коллегой Теодором фон Карманом по вопросам теории кристаллических решёток.

В 1912 году, по приглашению Альберта Майкельсона, Макс Борн в первый раз посетил США, прочитав лекции по теории относительности в Чикагском университете. Весной 1914 года он переехал в Берлин на должность экстраординарного профессора, которая была учреждена, чтобы снять с Макса Планка часть его преподавательской нагрузки. Вскоре, в связи с началом Первой мировой войны, Борн оказался вовлечён в военные работы: служил радиооператором военно-воздушных сил, занимался исследованиями распространения звука для нужд артиллерии. Целью работы, в которой принимали участие также Альфред Ланде и Эрвин Маделунг, было определение местоположения вражеского орудия по измерению времени регистрации звука выстрела в нескольких разнесённых пунктах. В берлинский период укрепилась дружба Борна с Альбертом Эйнштейном, с которым они ранее были знакомы лишь по научной переписке. После окончания войны Макс фон Лауэ, работавший в университете Франкфурта-на-Майне и желавший перебраться поближе к своему учителю Максу Планку, предложил Борну обменяться профессорскими позициями. Последний согласился и в апреле 1919 года занял пост ординарного профессора и директора Института теоретической физики во Франкфурте. В институте имелись также некоторые экспериментальные возможности, которыми распоряжался Отто Штерн, ставший ассистентом Борна и вскоре осуществивший знаменитый опыт Штерна — Герлаха.

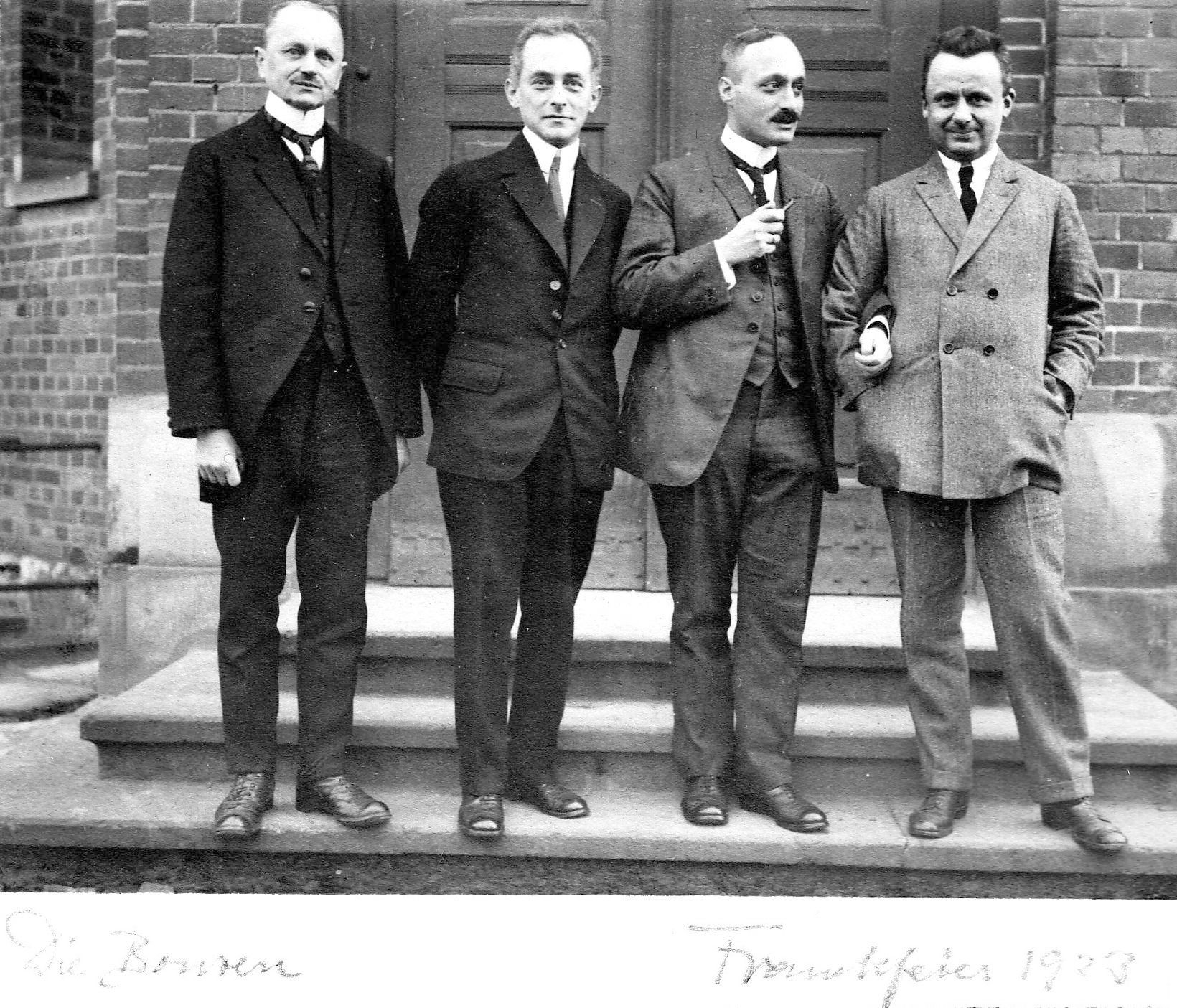
Гёттингенские профессора-физики (1923): Макс Рейх, Макс Борн, Джеймс Франк и Роберт Поль

В 1921 году Борн сменил Петера Дебая на посту директора Физического института Гёттингенского университета. По настоянию нового профессора теоретической физики экспериментальные работы в университете возглавил его друг Джеймс Франк. В Гёттингене Макс Борн продолжал свои исследования по динамике кристаллических решёток, однако вскоре его внимание переключилось на квантовую теорию. Плодотворной работе в этом направлении способствовало сотрудничество с талантливыми сотрудниками Вольфгангом Паули, Вернером Гейзенбергом и Паскуалем Йорданом. Результатами этой деятельности стали разработка в 1925 году формализма матричной механики и выдвижение в 1926 году вероятностной интерпретации шрёдингеровской волновой функции. Напряжённая научная и административная работа, а также поездки в США (зима 1925/26) и СССР (1928) подорвали здоровье Борна и привели к нервному расстройству. Он был вынужден сделать годичный перерыв в исследовательской и преподавательской деятельности, в течение которого, впрочем, написал свою известную монографию по оптике. Тем не менее, как признавался сам учёный, в последующие годы ему так и не удалось вернуть былую работоспособность. Характеризуя свой метод работы и свой интерес к принципиальным вопросам естествознания, он писал:

Мне никогда не нравилась узкая специализация, и я всегда оставался дилетантом — даже и в том, что считалось моим собственным предметом. Я не смог бы приноровиться к науке сегодняшнего дня, которая делается коллективами специалистов. Философская сторона науки интересовала меня больше, чем специальные результаты.
— Борн М. Воспоминания // М. Борн. Размышления и воспоминания физика. — М.: Наука, 1977. — С. 8.
О соотношении математики и физики в творчестве Борна писал советский физик Юрий Румер, несколько лет проработавший в Гёттингене:

Макс Борн в своём творчестве всегда опирался на математический аппарат, которым он владеет в совершенстве. Он часто в шутку говорил своим ученикам: «Сперва начать считать, потом думать»… Он не любил «соображать на пальцах», как это умели делать многие из его великих современников, и математика всегда была та via regia [царская дорога], которая вела его к раскрытию тайн природы. Вместе с тем Борн никогда не одобрял и не читал работ, в которых гипертрофированный математический аппарат отрывался от живой физики, не верил в возможность при помощи «жонглирования индексами» или «групповой чумы» вырвать у природы её тайны.
— Румер Ю.Б. Макс Борн (К 80-летию со дня рождения) // УФН. — 1962. — Т. 78. — С. 696.

### Эмиграция и жизнь в Британии (1933—1953)
В начале 1933 года к власти в Германии пришла нацистская партия, инициировавшая установление антиеврейских законов. В мае 1933 года Борн был отстранён от работы и принял решение покинуть страну, выехав с семьёй на отдых в итальянский Южный Тироль. В июне, во время конференции в Цюрихе, он получил приглашение от Патрика Блэкетта перебраться в Кембридж. Здесь Борн занял временную должность стоксовского лектора (Stokes Lectureship), а также получил почётную степень магистра искусств и принят в члены колледжей Киза и святого Иоанна. По окончании срока пребывания на посту стоксовского лектора он по приглашению Ч. В. Рамана провёл полгода в Индийском научном институте в Бангалоре. После возвращения из Индии учёный получил от Петра Капицы предложение переехать в Москву, однако как раз в это время Чарльз Галтон Дарвин покинул место профессора натуральной философии (Tait Professor of Natural Philosophy) Эдинбургского университета, и в октябре 1936 года Борн занял эту вакантную должность.
В Британии физик и его супруга, вступившая в общество квакеров, активно участвовали в организации помощи эмигрантам из континентальной Европы. К началу Второй мировой войны Борн и члены его семьи приняли британское гражданство, что уберегло их от интернирования как представителей вражеского государства в сентябре 1939 года.

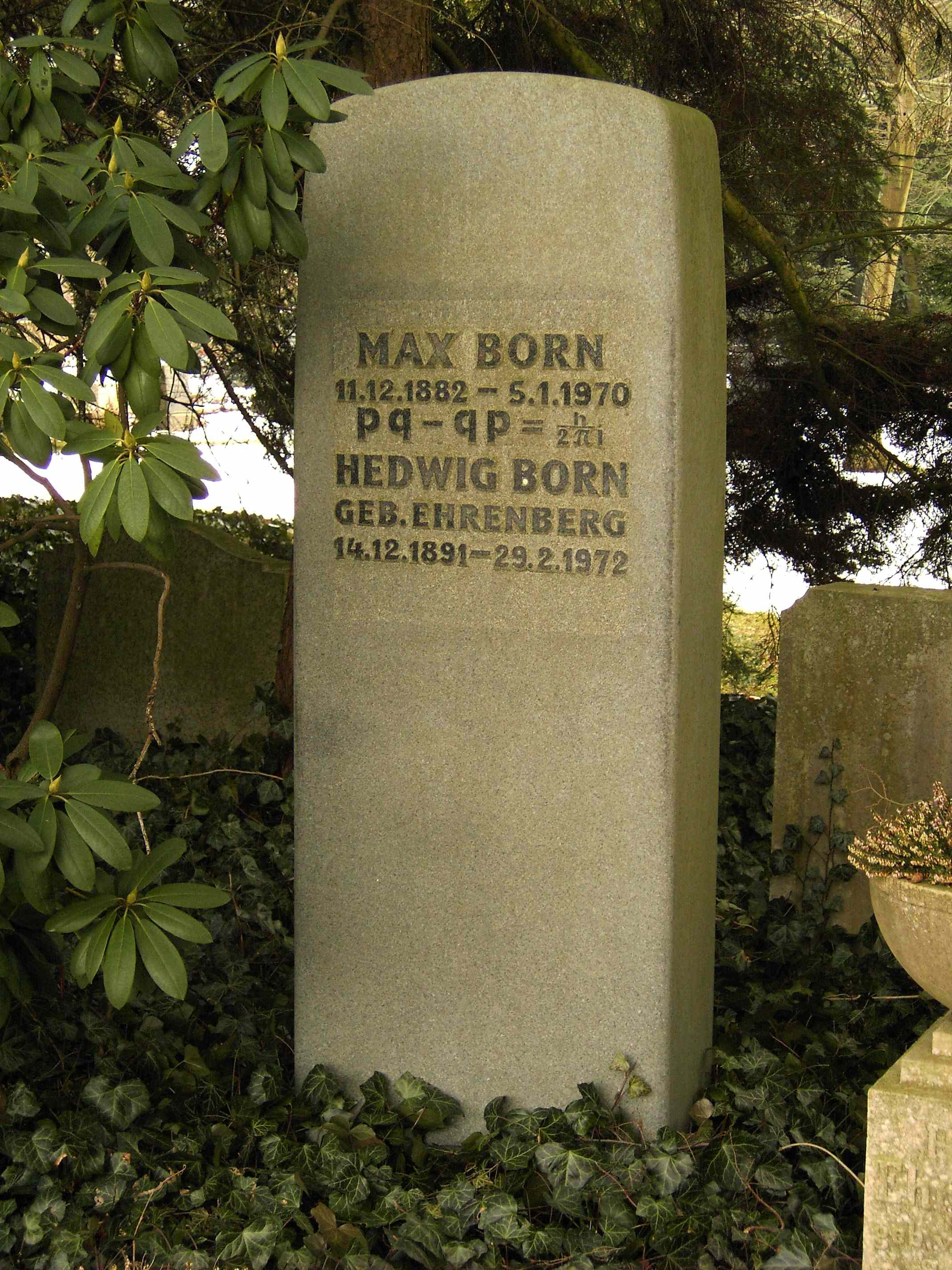
Могила Макса Борна

В Эдинбурге Борн создал научную школу, привлекавшую многочисленных аспирантов и молодых учёных со всего мира; он получил возможность посещать научные конференции в разных странах, выступать с лекциями, в течение одного семестра преподавал в Египте, в июне 1945 года посетил юбилейные торжества Академии наук СССР в Москве и Ленинграде. В годы Второй мировой войны Борн не принимал участия в проведении каких-либо военных работ.

### Возвращение в Германию (с 1953)
В 1953 году, по достижении предельного возраста, учёный оставил свой пост и вместе с семьёй переселился в курортный городок Бад-Пирмонт близ Гёттингена; он получил компенсацию за убытки, понесённые в годы нацистского режима, и полную пенсию, которая не могла быть ему обеспечена в Англии. В последующие годы Борн продолжал активно интересоваться наукой, издал несколько книг, уделял много внимания философским аспектам науки и роли учёных в жизни общества.
Через год, в 1954 году, Макс Борн разделил с немцем Вальтером Боте Нобелевскую премию по физике с формулировкой «За фундаментальные исследования по квантовой механике, особенно за статистическую интерпретацию волновой функции» (англ. For his fundamental research in quantum mechanics, especially for his statistical interpretation of the wavefunction).
В 1959 году правительство ФРГ наградило Борна Орденом «За заслуги перед Федеративной Республикой Германия» за выдающейся вклад в развитие немецкой науки.
В последние годы его здоровье начало слабеть, он скончался в гёттингенской больнице 5 января 1970 года. Похоронен на Гёттингенском городском кладбище. На его надгробном камне выбито одно из его главных достижений — фундаментальное перестановочное соотношение {\displaystyle pq-qp=h/(2\pi i)}.

## Личная жизнь

### Семья и родственники
Летом 1913 года Борн женился на Хедвиг (Хеди) Эренберг (нем. Hedwig Ehrenberg, 1891—1972), дочери профессора права Лейпцигского университета Виктора Эренберга. Список предков Хедвиг, последовательность которых можно проследить на несколько веков, включает знаменитого реформатора церкви Мартина Лютера и известного юриста Рудольфа фон Иеринга.
У Макса и Хеди было трое детей:
- Ирен (англ. Irene, 1914—2003) вышла замуж за филолога Бринли Ньютон-Джона (англ. Brinley Newton-John) и уехала в Австралию;
- Гритли (англ. Gritli, 1915—2000) вышла замуж за ученика отца Мориса Прайса (англ. Maurice Pryce);
- Густав[англ.] (род. 1921—2018[15]) стал биологом, почётным профессором фармакологии Королевского колледжа в Лондоне.

Племянник знаменитого физика, Отто Кёнигсбергер (1908—1999), стал известным архитектором. Следует также упомянуть о внучках Макса Борна: Оливия Ньютон-Джон — известная австралийская певица и актриса; Сильвия Прайс (англ. Sylvia Pryce) — медик, директор отдела безопасности и здоровья города Нью-Йорка (англ. Citywide Office of Occupational Safety and Health); Георгина Борн — музыкант и учёный, профессор социологии, антропологии и музыки в Кембридже.
Борн свободно владел немецким, и на высоком уровне английским языками.

### Отношение к религии
Поскольку для иудеев существовали трудности карьерного роста, а также под давлением своих родственников-христиан уже в зрелом возрасте учёный перешёл в лютеранство. Впрочем, в дальнейшем он никогда не скрывал своего происхождения.

## Увлечения
На протяжении всей жизни Борн испытывал большую любовь к музыке. Он играл на рояле, и во время пребывания в Берлине они с Эйнштейном часто исполняли скрипичные сонаты; в Гёттингене его партнёром по музыкальным занятиям был его ученик Вернер Гейзенберг. В юности Борн был знаком с известным скрипачом Йозефом Иоахимом, в зрелые годы поддерживал дружбу с Артуром Шнабелем и Альбертом Швейцером. Борн хорошо разбирался в немецкой и английской литературах, писал стихи и занимался переводом поэзии с немецкого на английский, увлекался трудами по истории и другим гуманитарным наукам. Наконец, для характеристики личности учёного имеет смысл привести слова его кембриджского сотрудника Леопольда Инфельда:

Было что-то детское и притягательное в борновском стремлении быстро продвигаться вперёд, в его неугомонности и его настроениях, которые внезапно менялись от сильного энтузиазма до глубокой депрессии. Иногда, если я приходил к нему с новой идеей, он мог бы грубо сказать: «Я думаю, это чушь», — но он никогда не возражал, если я применял ту же фразу к некоторым из его идей. Однако великий, прославленный Борн был счастлив и доволен, как юный студент, словами похвалы и ободрения. В его восторженном отношении, в блеске его ума, импульсивности, с которой он усваивал и отвергал идеи, заключается его большое обаяние.
Оригинальный текст (англ.)There was something childish and attractive in Born’s eagerness to go ahead quickly, in his restlessness and his moods, which changed suddenly from high enthusiasm to deep depression. Sometimes when I would come with a new idea he would say rudely, “I think it is rubbish”, but ne never minded if I applied the same phrase to some of his ideas. But the great, the celebrated Born was as happy and as pleased as a young student at words of praise and encouragement. In his enthusiastic attitude, in the vividness of his mind, the impulsiveness with which he grasped and rejected ideas, lay his great charm.
— Цит. по E. Wolf. Recollections of Max Born // Astrophysics and Space Science. — 1995. — Vol. 227. — P. 289.

## Научная деятельность

### Физика конденсированного состояния

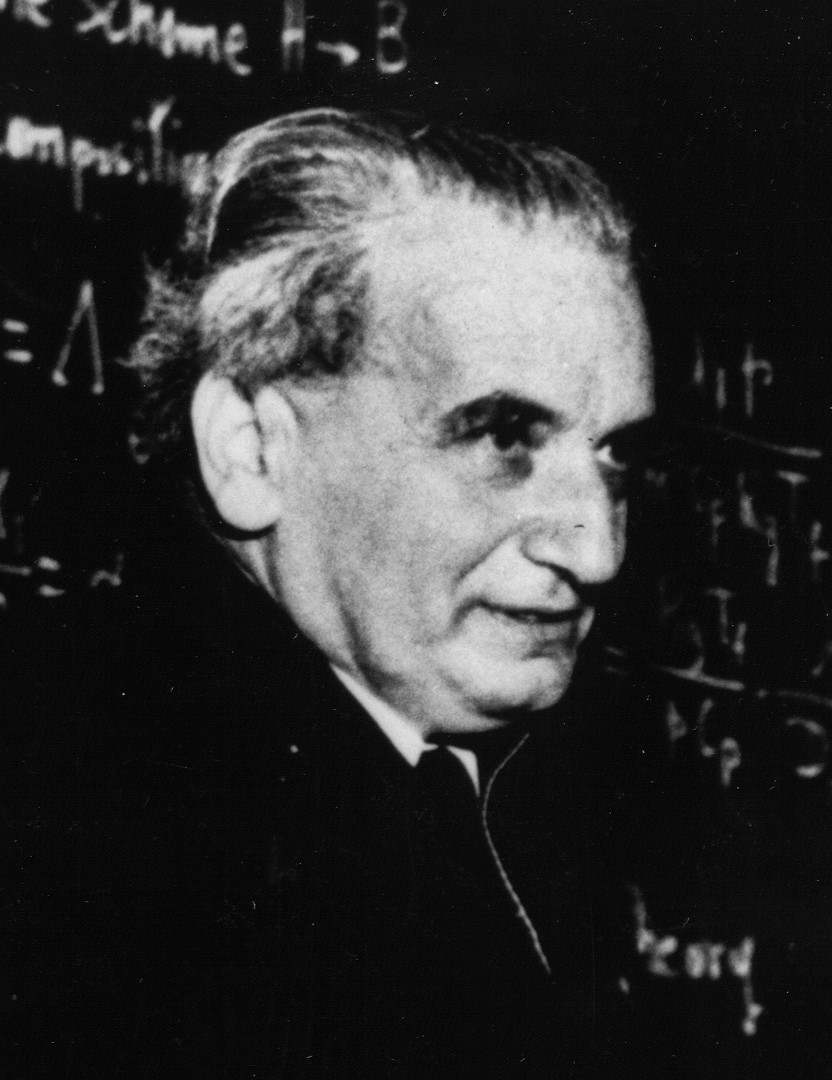
Теодор фон Карман

Работы Макса Борна, посвящённые динамике кристаллических решёток, сыграли важную роль в построении теории твёрдого тела и ныне считаются классическими. Эти исследования были начаты совместно с Теодором фон Карманом под влиянием одной из ранних статей Эйнштейна (1907), в которой предпринималась попытка описания удельной теплоёмкости кристаллов с использованием квантовых соображений Планка. Борн и Карман задались целью объяснить свойства твёрдых тел, исходя из представления об их структуре. Уже в первой совместной работе (1912) содержатся основные идеи динамики кристаллической решётки: отождествление независимых степеней свободы кристалла с нормальными модами колебаний всего тела (именно к нормальным модам применялась формула Планка); периодические граничные условия (условия Борна — Кармана) для устранения поверхностных эффектов; анализ на основе трёхмерного преобразования Фурье и представление об акустической и оптической ветвях колебательного спектра. Также ими был продемонстрирован переход к модели сплошной среды в длинноволновом пределе. На момент появления этой статьи ещё не было экспериментальных свидетельств существования кристаллических решёток; эти свидетельства вскоре предоставили опыты Макса фон Лауэ и Уильяма Брэгга. Практически одновременно с Борном и Карманом сходные идеи высказал Петер Дебай, предложивший сравнительно простую квазинепрерывную модель твёрдого тела и успешно применивший её к задаче об удельной теплоёмкости. Эта модель привлекла большое внимание физиков, однако со временем стала очевидной её ограниченность по сравнению с более общей и сложной теорией Борна и Кармана.
В последующие годы Борном и его учениками было написано большое число работ, основанных на этих первоначальных идеях и применявшихся к различным конкретным проблемам. Так, в 1914 году учёный использовал идеи динамики решёток для описания термодинамических и упругих свойств кристаллов алмаза; в частности, полученные им соотношения для констант упругости алмаза были экспериментально подтверждены лишь много лет спустя. В другой статье (1915) он смог на базе своего подхода дать полное описание явления оптической активности кристаллов, связав этот эффект со структурами, обладающими определённой степенью симметрии. С этой работой связано изучение оптической активности жидкостей и газов, проведённое Борном в том же году. Ему удалось впервые показать, что молекулы вещества, обладающего оптической активностью, должны содержать как минимум четыре атома. Во время Первой мировой войны Борн совместно с Альфредом Ланде предпринял попытку вычислить постоянную решётки и коэффициент сжимаемости ионных кристаллов, взаимодействие между элементами которого должно отчасти носить электростатический характер. Это исследование, в котором ионы трактовались как атомы с электронами, вращающимися по боровским орбитам, не принесло желаемого результата. Для Борна это был толчок к пониманию необходимости построения новой квантовой механики, которая должна заменить противоречивую теорию Бора.
В 1919 году Борн сделал важный вклад в построение теоретической химии, впервые определив теплоту химической реакции исключительно на основании физических данных (потенциалов ионизации молекул и энергии кристаллической решётки). Этот метод был взят на вооружение знаменитым химиком Фрицем Габером и получил распространение среди специалистов по физической химии (так называемый цикл Борна — Габера). В других работах, написанных до создания квантовой механики, учёный занимался обобщением своего подхода, вводя в теорию конечность размеров кристалла и учитывая ангармоничность для колебаний большой амплитуды, вместе с Имре Броди развивал термодинамику кристаллов. Впоследствии Борн обращался к проблемам динамики решёток уже с позиций квантовой механики; это позволяло уточнить результаты и избавиться от ряда недостатков и дефектов ранних работ. Так, в 1932 году совместно с Джозефом Майером был получен потенциал взаимодействия для ионных кристаллов (потенциал Борна — Майера), позволивший вычислить значения ряда физических и химических параметров решётки. В эдинбургский период жизни учёного выходит ряд статей по физике твёрдых тел и жидкостей, написанных в одиночку или совместно с учениками и связанных с предыдущими работами Борна. В частности, целая серия публикаций была посвящена проблеме устойчивости кристаллической решётки. Другими областями приложения борновского подхода было исследование плавления, комбинационного рассеяния света, влияния теплового движения на рассеяние рентгеновских лучей кристаллами, пироэлектричества. В области молекулярной теории жидкостей Борн совместно с Гербертом Грином разработал статистический метод, имеющий целью обобщение кинетической теории на случай жидкостей.

### Квантовая теория

#### Старая квантовая теория
К началу 1920-х годов сложился метод описания атомных явлений, известный как «старая квантовая теория». Этот подход представлял собой причудливую смесь классических и квантовых соображений, связь между которыми устанавливалась при помощи принципа соответствия Нильса Бора. Несмотря на ряд успехов, которые были достигнуты этой теорией, вскоре стала ясна её ограниченность, и перед физиками остро встала необходимость создания новой, последовательной и логически согласованной теории. Борн был одним из тех, кто чётко осознавал потребность в новом формализме. Среди его ранних работ по квантовой теории были совместные с Броди (1921) и Паули (1922) исследования по квантованию простых механических систем, подвергаемых внешним возмущениям, а также изучение двухэлектронной системы (атом гелия), проведённое вместе с Гейзенбергом. В июне 1924 года он закончил работу над статьёй «О квантовой механике» (нем. Über Quantenmechanik), в которой предпринял новую попытку создать квантовый аналог классической теории возмущений для систем с периодическими воздействиями или связями. Учёный предположил, что взаимодействие между электронами в атоме нельзя рассматривать в рамках классической механики, поэтому необходимо сформулировать соответствующую «квантовую механику». Отталкиваясь от этой идеи, он получил в согласии с принципом соответствия правило перевода классических формул в их квантовые аналоги, а именно: некоторые производные должны были заменяться конечными разностями. Это правило позднее сыграло важную роль в создании матричной механики Вернером Гейзенбергом, который помогал Борну в работе над данной статьёй. Кроме того, в этой публикации, по-видимому, впервые понятие «квантовая механика» использовалось в качестве технического термина. Последней работой, непосредственно предшествовавшей появлению матричной механики, была совместная с Паскуалем Йорданом статья о квантовании апериодических процессов, неудачные результаты которой ещё раз подтвердили неудовлетворительность старой квантовой теории.

#### Матричная механика

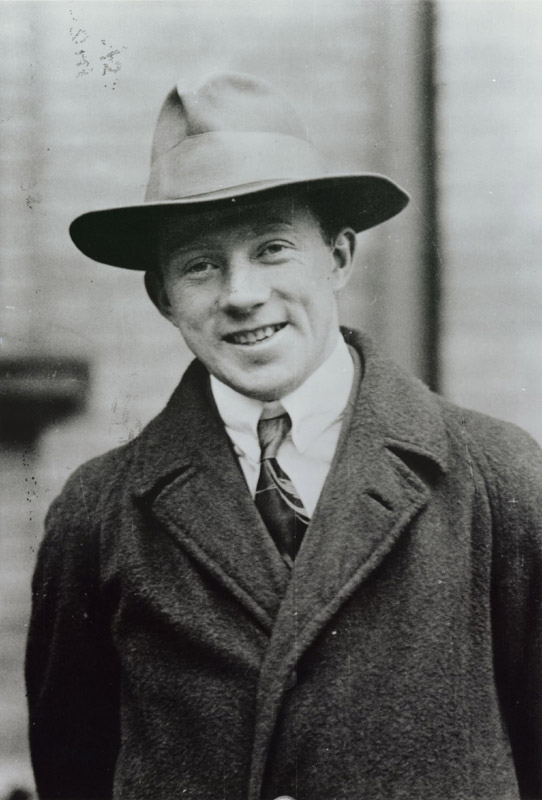
Вернер Гейзенберг

Начало зрелой квантовой механике в её матричной форме было положено статьёй Гейзенберга «О квантовотеоретическом истолковании кинематических и механических соотношений», завершённой к середине июля 1925 года. Борн, ассистентом которого был в то время Гейзенберг, сразу же понял важность этой работы. Одной из особенностей представленного в ней подхода была запись физических величин в виде совокупностей комплексных чисел, причём для таких наборов было введено своеобразное некоммутативное правило перемножения. После нескольких дней интенсивных раздумий Борн осознал, что эти наборы чисел есть не что иное как матрицы, с которыми он познакомился много лет назад на лекциях по алгебре Якоба Розанеса в Бреславльском университете. В то время физики редко использовали матрицы, изучение которых считалось занятием исключительно для математиков. Поэтому для дальнейшего продвижения в разработке новой матричной механики Борн решил найти квалифицированного ассистента. После отказа Вольфганга Паули, к которому он обратился сначала, на помощь пришёл случай. Один из ассистентов Борна Паскуаль Йордан, как оказалось, имел большой опыт работы с матрицами под руководством Рихарда Куранта и предложил свою помощь в этой работе.
Результатом этого плодотворного сотрудничества стала статья «О квантовой механике» (нем. Zur Quantenmechanik), полученная редакцией журнала Zeitschrift für Physik 27 сентября 1925 года. В этой работе была представлена первая строгая формулировка матричной механики, в том числе было впервые получено фундаментальное перестановочное (коммутационное) соотношение между матрицами координаты и импульса. Они также подробно рассмотрели задачи о гармоническом и ангармоническом осцилляторах, получив решения без непосредственного обращения к принципу соответствия. Вскоре Гейзенберг подключился к этим исследованиям, итогом которых стало продолжение статьи Борна и Йордана — знаменитая «работа трёх» (нем. Drei-Männer-Arbeit), полученная редакцией 16 ноября 1925 года. В этой подробной статье был последовательно развит общий метод решения квантовомеханических задач, дано обобщение известных результатов на периодические системы с произвольным числом степеней свободы, введены канонические преобразования, заложены основы квантовомеханической теории возмущений, рассмотрены в рамках новой теории вопросы о квантовании момента импульса, интенсивностях спектральных линий и правилах отбора.
Зимний семестр 1925/26 года Борн провёл в Массачусетском технологическом институте (МТИ), где совместно с Норбертом Винером предпринял попытку обобщения матричной механики, которое позволило бы квантовать как периодические, так и апериодические явления. Винер, занимавшийся в то время операционным исчислением, предложил провести обобщение матриц в форме операторов. Они ввели оператор энергии в форме инфинитезимального оператора производной по времени и интерпретировали базовые соотношения теории как операторные уравнения, однако просмотрели возможность выразить оператор импульса как производную по координате (в координатном представлении, по современной терминологии). Борн вспоминал много лет спустя: «… я никогда не прощу себе этого, потому что, если бы мы сделали это, мы бы сразу же, за несколько месяцев до Шрёдингера, получили всю волновую механику из квантовой механики». Тем не менее, операторный формализм, который позволил представлять соотношения теории в более простом виде и который оказался удобным для решения различных задач, со временем прочно вошёл в арсенал методов квантовой механики. В МТИ Борн прочитал курс лекций, который был опубликован в виде книги, ставшей первой монографией по новой квантовой механике. Кроме того, учёный выступал с лекциями в Чикагском, Висконсинском, Колумбийском университетах и Калифорнийском университете в Беркли, а также в Калифорнийском технологическом институте.

#### Вероятностная интерпретация

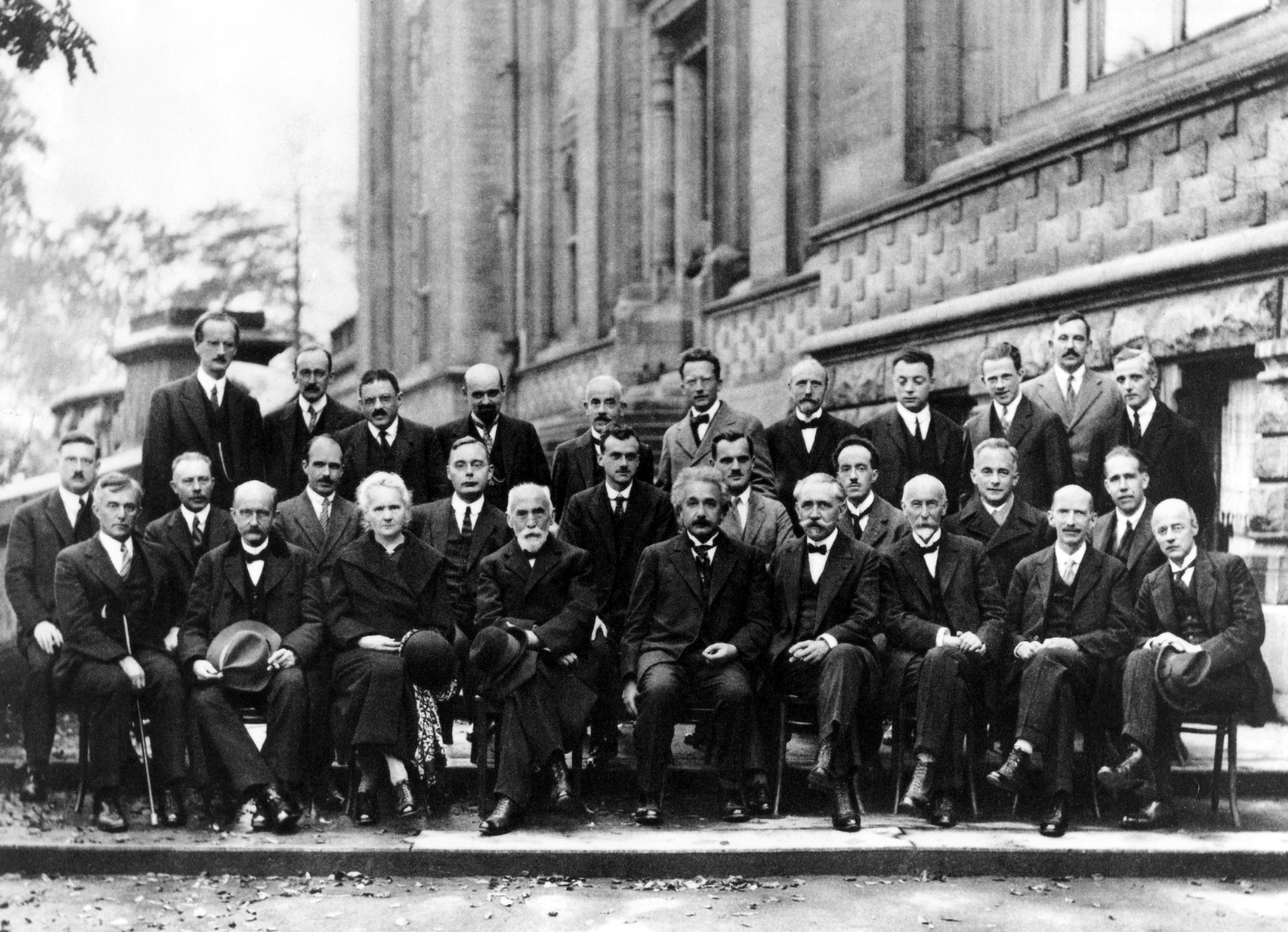
Участники Сольвеевского конгресса 1927 года, на котором обсуждались проблемы интерпретации квантовой механики. Макс Борн сидит второй справа во втором ряду

В 1926 году, после создания Эрвином Шрёдингером формализма волновой механики, возникла проблема физической интерпретации этой теории. Первоначальная трактовка Шрёдингером волновой функции как характеристики пространственного распределения заряда, а частиц как волновых пакетов, построенных из большого числа таких функций, оказалась неудовлетворительной. Такие пакеты должны были со временем расплываться, что, в частности, противоречило результатам опытов по рассеянию частиц. Подобные эксперименты, проводившиеся в то время в Гёттингене Джеймсом Франком, стали исходным пунктом в работе Борна, которая привела в конце концов к вероятностной интерпретации волновой функции. Эта идея впервые появилась в небольшой заметке, написанной в июне 1926 года. Во второй, подробной статье «Квантовая механика процессов столкновений» (нем. Quantenmechanik der Stoßvorgänge, получена редакцией Zeitschrift für Physik 21 июля 1926 года) был представлен метод решения задачи о столкновении свободной частицы с атомом, получивший впоследствии название «борновского приближения». Суть этого подхода состояла в рассмотрении проблемы в первом порядке теории возмущений, что позволило получить выражение для волновой функции рассеянной частицы в виде зависимости от угла рассеяния. Согласно Борну, корпускулярная трактовка этой формулы была возможна, только если допустить интерпретацию квадрата волновой функции как меры вероятности рассеяния частицы в данном направлении. Резюмируя, учёный писал: «Движение частиц следует вероятностным законам, но сама вероятность распространяется в соответствии с законом причинности».
Как отмечал сам Борн, вероятностная интерпретация волновой функции возникла под влиянием трактовки Эйнштейном интенсивности света как меры плотности световых квантов (вероятности их присутствия в смысле классической статистической физики). Из борновского подхода непосредственно следовал эффект «интерференции вероятностей», то есть отличие плотности вероятности суммы волновых полей от суммы плотностей вероятности каждого из этих полей. Он также показал, что квадраты коэффициентов разложения волновой функции по полному набору собственных функций уравнения Шрёдингера можно рассматривать как частоты появления состояния, относящегося к данной собственной функции. Математически развивая эти идеи, в следующей работе «Адиабатический принцип в квантовой механике» (нем. Das Adiabatenprinzip in der Quantenmechanik, получена редакцией 16 октября 1926 года) Борн получил выражение для «вероятности перехода» системы из одного квантового состояния в другое под действием внешней силы и доказал квантовомеханический аналог адиабатической теоремы, согласно которому во время адиабатического процесса (бесконечно медленные возмущения) система остаётся в первоначальном состоянии (вероятность перехода равна нулю).

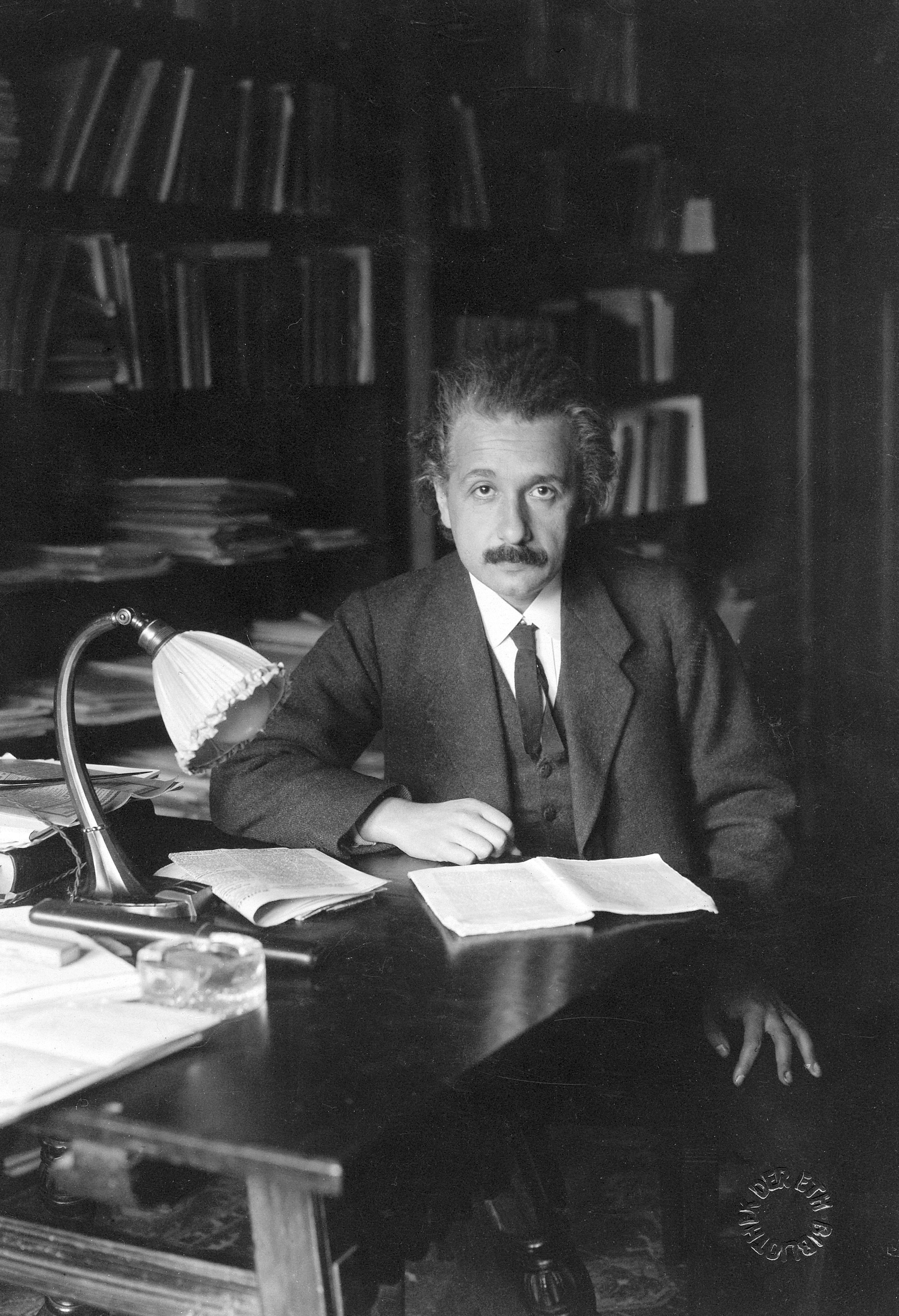
Альберт Эйнштейн был дружен с Борном с 1910-х годов

Вероятностная интерпретация волновой функции быстро получила признание в теории рассеяния частиц, а впоследствии стала составной частью стандартной (так называемой копенгагенской) интерпретации квантовой механики. В знак признания заслуг Борна в 1954 году ему была присуждена Нобелевская премия по физике с формулировкой «за фундаментальные исследования по квантовой механике, в особенности за статистическую интерпретацию волновой функции» (точнее говоря, Борн получил половину премии; вторая половина досталась Вальтеру Боте за разработку метода совпадений). Столь запоздалую оценку своих достижений Борн связывал с тем, что, несмотря на успехи копенгагенской интерпретации в объяснении явлений микромира, некоторые ведущие учёные из философских соображений не признавали нового подхода. Кроме того, вероятностная трактовка волновой функции очень скоро стала восприниматься как само собой разумеющееся и зачастую не ассоциировалась с именем Борна. С другой стороны, Нобелевскую премию за разработку матричной механики получил только Гейзенберг, автор первой статьи по этой тематике. Это, вероятно, было связано с присоединением Йордана к нацистской партии в 1933 году. Свою роль могла сыграть и осторожность в высказываниях и чрезвычайная скромность Борна, склонного скорее преуменьшать свои достижения, что могло создать у коллег ложное впечатление о его заслугах. Причины запоздалого признания учёного продолжают обсуждаться историками науки.
На протяжении многих лет Борн вёл дискуссии по вопросу интерпретации квантовой механики со Шрёдингером и особенно с Эйнштейном. Именно в письме Борну, датированном 4 декабря 1926 года, появилась знаменитое эйнштейновское высказывание, что «Бог не играет в кости». Несмотря на то, что эти дискуссии порой приобретали весьма острый характер, дружба и взаимное уважение двух физиков оставались неизменными, о чём свидетельствует обширная переписка, опубликованная в конце 1960-х годов с комментариями Борна. Хотя спорящим сторонам прийти к согласию так и не удалось, эти столкновения помогли прояснить ряд принципиальных моментов в понимании квантовой механики и её философских оснований. В частности, сам Борн в 1950-е годы предпринял анализ процесса предсказания в рамках классической статистической механики и показал, что в этом случае в силу невозможности дать точные начальные условия в эволюции системы возникают некоторые черты, свойственные квантовомеханическому рассмотрению.

#### Квантовая теория строения молекул
Первое обращение Борна к проблеме теоретического описания молекул относится к началу 1920-х годов и включает несколько работ, созданных в русле «старой квантовой теории». По его убеждению, квантовые закономерности могли объяснить природу химической связи и, таким образом, продемонстрировать единство физики и химии. В качестве способа решения задачи была выбрана классическая теория возмущений, адаптированная им совместно с Паули и Гейзенбергом под случай периодического движения электронов по орбитам вокруг ядер. В работе Борна и Эриха Хюккеля, законченной в ноябре 1922 года, был рассмотрен случай многоатомных молекул и получены соотношения между их колебательными и вращательными движениями. В 1924 году вышла совместная статья Борна и Гейзенберга, в которой была представлена схема теории возмущений для молекул, основанная на разложении энергии состояний в ряд по степеням малой величины, равной квадратному корню из отношения масс электрона и ядра. Однако подлинного понимания структуры и свойств молекул удалось достичь лишь после создания последовательного формализма квантовой механики.
К работам, посвящённым применениям квантовой механики к теории молекул, относится классическая статья Борна и американского физика Роберта Оппенгеймера «О квантовой теории молекул» (нем. Zur Quantentheorie der Molekeln), законченная в августе 1927 года. Переформулировав предложенную в предыдущих работах теорию возмущений в терминах волновой механики, им удалось установить соотношение между величинами энергии движения электронов, ядер и вращения молекулы как целого, что позволяет решать уравнение Шрёдингера по отдельности для электронов и ядер (приближение Борна — Оппенгеймера). В начале 1930-х годов Борн опубликовал ряд статей, посвящённых квантовой теории химической связи. Так, он показал, как с помощью метода слэтеровских детерминантов (а не теории групп) вычислить силу между двумя неодинаковыми атомами. В 1931 году учёный рассмотрел проблему «насыщения валентностей», то есть соотношения между числом связанных состояний и числом возможных конфигураций спинов. В том же году вышла большая обзорная статья Борна, посвящённая квантовомеханическому объяснению химической связи. Последняя работа Борна по теории молекул, написанная совместно с Зигфридом Флюгге (в ней анализировался один конкретный вопрос, касающийся двухатомных молекул), вышла в 1933 году; в дальнейшем он не обращался к данной тематике.

### Прочие работы
Диссертационная работа Борна (1906) была посвящена проблеме устойчивости упругих тел (проволок и полос). К вопросам теории упругости учёный возвратился лишь однажды, уже в 1940 году, когда в Котбридже под Глазго произошло разрушение фабричной трубы. Поскольку возник целый клубок финансовых претензий, к расследованию этого случая был привлечён находившийся в Эдинбурге Борн. Его расчёты продемонстрировали, что взрывы, проводившиеся на некотором расстоянии от фабрики, не могли привести к падению трубы, что освободило фирму, проводившую эти взрывы, от иска. Результаты этой работы были опубликованы Институтом гражданских инженеров, который принял решение присудить авторам свою награду — медаль Телфорда. Другой работой прикладного характера был предложенный в 1945 году вместе с Р. Фюртом (нем. R. Fürth) и Р. Принглом (англ. R. W. Pringle) фотоэлектрический фурье-преобразователь, реализованный компанией Ferranti.
По признанию Борна, начало его научной деятельности в полном смысле этого слова положила работа о собственной энергии релятивистского электрона, получившая одобрение Минковского. Активность в этом направлении привела к дискуссии в научной литературе о понятии жёсткости тела в рамках теории относительности. Идеи Борна развивались впоследствии Густавом Герглотцем и Арнольдом Зоммерфельдом. В годы Первой мировой войны Борн много общался с Эйнштейном, который как раз в это время добился успеха в построении общей теории относительности. По признанию Борна, он «находился под таким впечатлением от величия его [Эйнштейна] идей, что решил никогда не работать в этой области».
Эксперименты с атомными пучками, проводившиеся Штерном и Герлахом в руководимом Борном институте во Франкфурте, привели к идее использовать эту технику для прямого измерения длины свободного пробега и прочих величин кинетической теории газов. Эти опыты были проведены Борном совместно с его ассистенткой Элизабет Борман (нем. Elisabeth Bormann). Другой эксперимент, проведённый вместе с другим учеником П. Лертесом, был посвящён проверке теории подвижности ионов в воде. Эта теория Борна основывалась на идее взаимодействия ионов с молекулами воды, представляющими собой электрические диполи, и передачи между ними вращательного момента. Опыт состоял в демонстрации вращения шара, наполненного водой, во вращающемся электрическом поле.
В ряде публикаций Борна квантовая механика использовалась для рассмотрения адсорбционного катализа (с Джеймсом Франком, 1930, и Виктором Вайскопфом, 1931) и других вопросов. Написанная в 1929 году статья о распаде ядра является единственной работой Борна по ядерной физике. В 1934 году вместе с Леопольдом Инфельдом Борн предпринял модификацию уравнений для электромагнитного поля подобно тому, как это было сделано Густавом Ми (1913). В рамках такой нелинейной электродинамики удалось избавиться от проблем, связанных с бесконечно большой собственной энергией электрона, однако теорию не удалось согласовать с квантовой механикой, и, по словам самого Борна, «существенных результатов получено не было». Спустя несколько лет он выдвинул новый общий подход, основанный на так называемом «принципе взаимности» (англ. reciprocity principle), согласно которому любой закон в обычном пространстве имеет аналог в импульсном пространстве. Возможности нового метода подробно исследовались учениками Борна, в частности Гербертом Грином. Сам Борн более десяти лет пытался построить на базе принципа взаимности единую теорию взаимодействий, из которой должны были следовать величина постоянной тонкой структуры и её связь с другими фундаментальными константами природы (в частности, с отношением масс протона и электрона). Однако цель не была достигнута, и к началу 1950-х годов он разочаровался в этом направлении своей деятельности, назвав эту работу лишь «тратой времени» и математическими спекуляциями.

### Создание учебников. Научная школа
Особое внимание Борн уделял своим педагогическим обязанностям. В конце жизни он писал:

Для меня преподавание было делом приятным, особенно преподавание в университете. По-моему, задачу преподнесения научных истин так, чтобы увлечь студентов и побудить их творчески мыслить, можно решить лишь на уровне искусства, подобного искусству романиста или даже драматурга. Это же требуется и для написания учебников.
— М. Борн. Размышления // М. Борн. Моя жизнь и взгляды. — М.: Прогресс, 1973. — С. 38.
За свою жизнь учёный написал много монографий и учебников, некоторые из которых ныне считаются классическими. К ним прежде всего относятся книги «Оптика» (1933) и значительно переработанный её вариант «Основы оптики» (1959, совместно с эдинбургским сотрудником Эмилем Вольфом), популярный учебник «Атомная физика» (1935) и рассчитанная на более широкую аудиторию книга «Эйнштейновская теория относительности» (первое издание вышло ещё в 1920 году, существенно переработанное в 1962 году). Более специальный характер носили две монографии по квантовой теории — «Лекции по атомной механике» (1925) и «Элементарная квантовая механика» (1930, совместно с Паскуалем Йорданом), а также четыре книги по динамике кристаллических решёток, первая из которых была издана в 1915 году, а последняя — написанная вместе с китайским физиком Кунь Хуаном — в 1954 году.

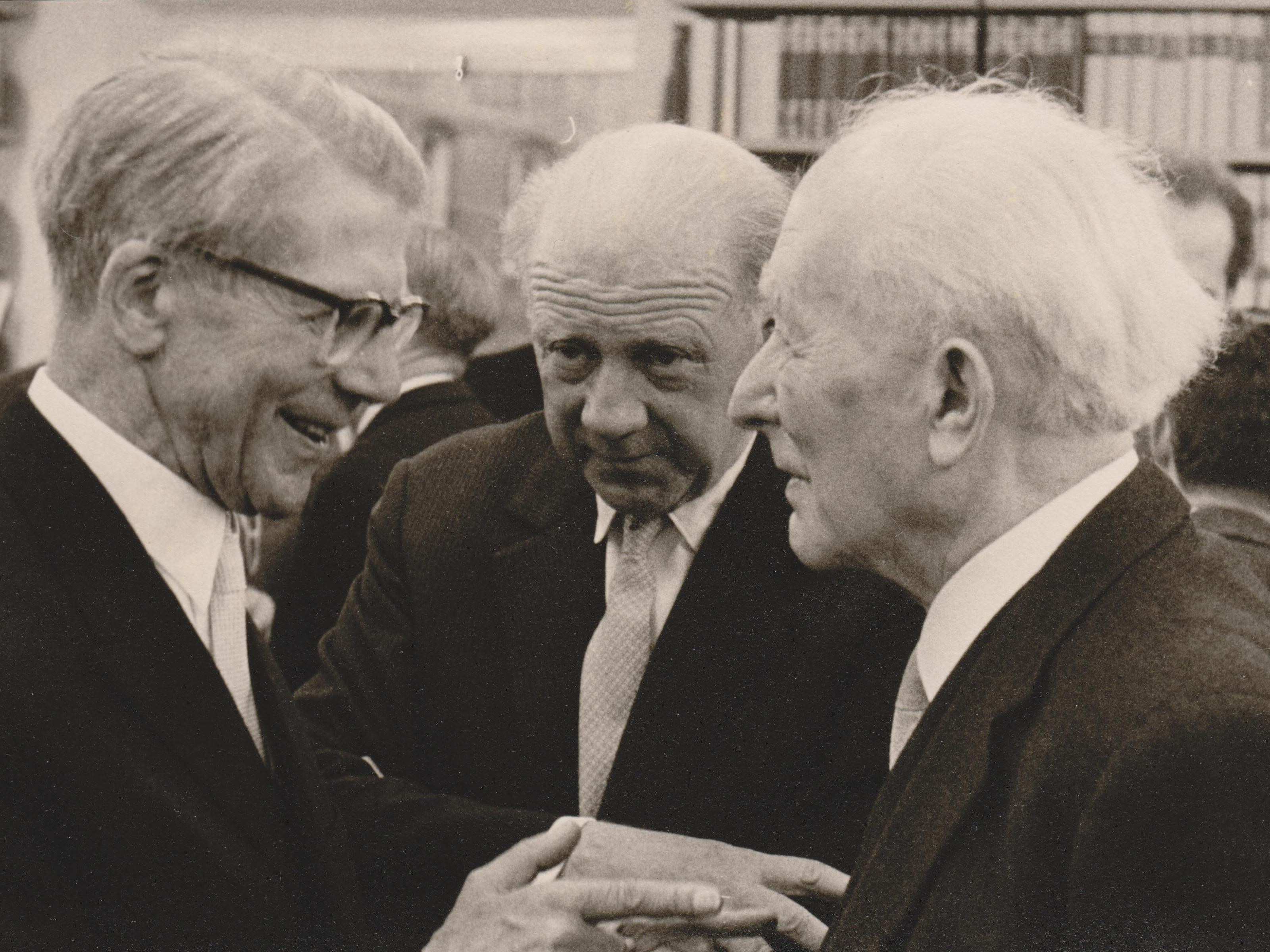
Макс Борн (справа) со своими учениками Фридрихом Хундом и Вернером Гейзенбергом (Гёттинген, 1966)

Борн создал в Гёттингене крупную школу теоретической физики. Среди его учеников, ассистентов и сотрудников в этот период были Вернер Гейзенберг, Вольфганг Паули, Фридрих Хунд, Паскуаль Йордан, Роберт Оппенгеймер, Мария Гёпперт-Майер, Виктор Вайскопф, Герхард Герцберг, Эрих Хюккель, Макс Дельбрюк, Юджин Вигнер, Зигфрид Флюгге, Вальтер Гайтлер, Вальтер Эльзассер, Лотар Нордгейм, Эдгар Кран, Пол Вайсс и другие. Из советских физиков у Борна работали Георгий Гамов, Игорь Тамм, Владимир Фок, Яков Френкель, Юрий Крутков, Сергей Богуславский и Юрий Румер. Последний в следующих выражениях писал о педагогическом методе своего наставника:

Макс Борн никому не навязывает своих мыслей и своих вкусов. Он любит обсуждать любые идеи, в любой отрасли теоретической физики с любым из своих сотрудников, причём при обсуждении никогда не давит своим авторитетом, не обнаруживает своего превосходства. Он считает нужным предоставить всем, кто к нему попадает, широчайшую свободу для учёбы и творчества… Лишь человек, подобный мне, который имел возможность наблюдать Макса Борна в течение многих лет, может оценить, сколько идей и труда вложено им в работы многочисленных сотрудников и учеников и что стоит за ставшей стереотипной фразой о благодарности, которой обычно заканчиваются работы молодых учёных.
— Румер Ю.Б. Макс Борн (К 80-летию со дня рождения) // УФН. — 1962. — Т. 78. — С. 695—696.
Учениками и сотрудниками Борна в Эдинбурге были Герберт Грин, Эмиль Вольф, Клаус Фукс, Рейнгольд Фюрт и другие. Однако преподавание приносило Борну не только положительные эмоции и удовлетворение. Много лет спустя он с горечью писал о своих учениках, участвовавших в разработке ядерного оружия:

Оба они, Оппенгеймер и Теллер, а также Ферми и другие участники этой работы, включая нескольких русских физиков, были когда-то моими сотрудниками по Гёттингену задолго до этих событий, ещё в те времена, когда существовала чистая наука. Приятно сознавать, что у тебя были такие одарённые и деятельные ученики, но мне бы хотелось, чтобы они проявили меньше одарённости и больше мудрости. Я чувствую, что заслуживаю порицания, если всё, чему они у меня научились, — это лишь методы исследования, и ничего больше.
— М. Борн. Человек и атом // Борн М. Моя жизнь и взгляды. — М.: Прогресс, 1973. — С. 76.

## Общественные и философские взгляды

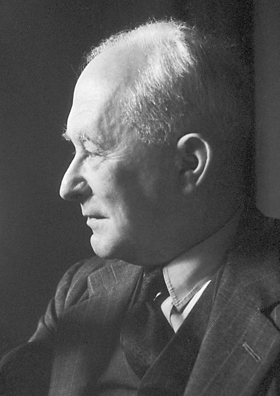
Макс Борн в 1954 году

Много внимания, особенно в последние годы, Борн уделял общественным проблемам, анализу той ситуации, в которой оказался мир после Второй мировой войны, и способам выхода из неё. В частности в своих выступлениях и публикациях он обращался к вопросу о роли науки в истории общества, ответственности учёных за разрешение таких насущных проблем, как угроза ядерной войны, разработка новых источников энергии, разрушение традиционных нравственных ценностей. При этом он считал запрет ядерного оружия недостаточной мерой, призывая к отказу от любой войны как политического средства. В этой деятельности Борн был не одинок, находя поддержку среди своих коллег и единомышленников. Так, в 1955 году он вошёл в число одиннадцати интеллектуалов, подписавших манифест Рассела — Эйнштейна, который положил начало Пагуошскому движению учёных. В том же году Борн вместе с Отто Ганом и Гейзенбергом инициировал издание декларации Майнау, призыва к отказу от ядерных вооружений, подписанного более чем пятьюдесятью нобелевскими лауреатами. В 1957 году он стал одним из восемнадцати ведущих немецких учёных, выступивших с так называемым Гёттингенским манифестом против приобретения правительством ФРГ ядерного оружия.
С антивоенной деятельностью Борна было связано и его скептическое отношение к космическим исследованиям, которые, на его взгляд, имели крайне малую научную ценность. Он разделял восхищение чисто техническими достижениями, однако считал космонавтику в основном средством для достижения победы в соревновании «великих держав», в том числе в области вооружений. В этой связи он с надеждой писал:

Я верю, что, осознав грозящую опасность, человечество стряхнёт с себя власть техники, перестанет хвастаться своим всемогуществом и вернётся к действительным ценностям, которые поистине разумны и необходимы: к миру, любви, скромности, уважению, удовлетворённости, высокому искусству и истинной науке.
— М. Борн. Благо и зло космических путешествий // М. Борн. Моя жизнь и взгляды. — М.: Прогресс, 1973. — С. 105.
Хотя Борн никогда не писал чисто философских сочинений, в ряде статей и эссе он излагает свою философскую позицию по различным вопросам, в том числе философским основаниям квантовой механики. Многие из этих работ можно найти в сборниках «Физика в жизни моего поколения» и «Моя жизнь и взгляды». Философским аспектам науки (в частности, проблемам причинности и детерминизма) посвящена также книга «Натуральная философия причины и случая» (англ. Natural Philosophy of Cause and Chance), которая была создана на основе Вайнфлитовских лекций (англ. Waynflete Lectures), прочитанных в 1948 году в Оксфорде. При этом Борн весьма критично относился к чистой философии и её способности познавать окружающий мир:

Я изучал философов всех времён и встретил у них множество ярких идей, но не смог усмотреть никакого стабильного прогресса к более глубокому познанию или пониманию сути вещей. Наука, напротив, наполняет меня чувством устойчивого прогресса, и я убеждён, что именно теоретическая физика есть подлинная философия.
— М. Борн. Размышления // М. Борн. Моя жизнь и взгляды. — М.: Прогресс, 1973. — С. 37—38.

## Награды

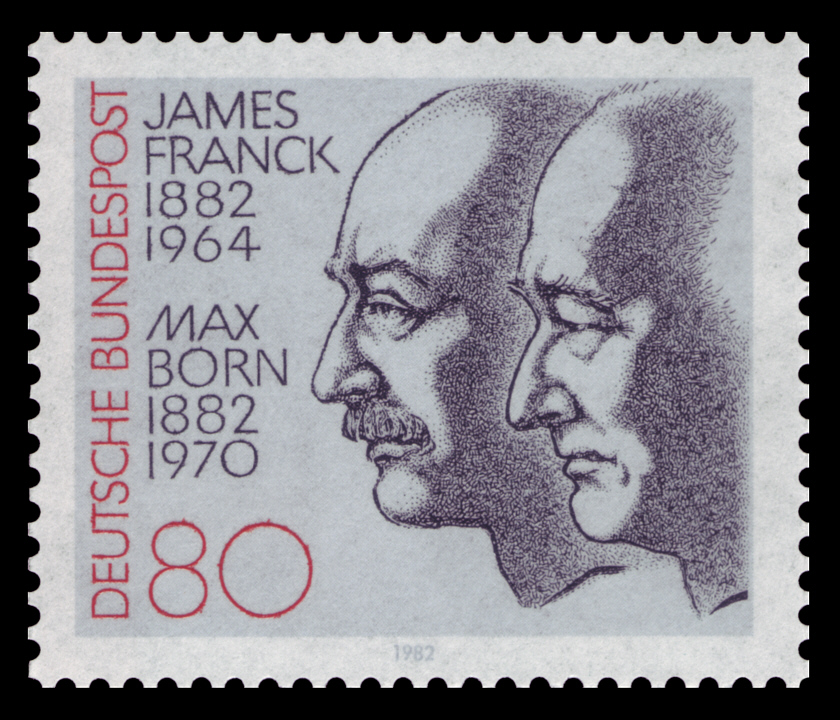
Немецкая марка в честь столетия со дня рождения Макса Борна и Джеймса Франка

- Медаль Стокса Кембриджского университета (1934)
- Кельвиновская лекция (1938)
- Премия Телфорда Института гражданских инженеров (1942)
- Медаль Макдугалла — Брисбена (англ. MacDougall — Brisbane Medal) Эдинбургского королевского общества (1945)
- Премия Ганнинга в честь юбилея Виктории[англ.] Эдинбургского королевского общества (1945)
- Медаль имени Макса Планка (1948)
- Медаль Хьюза Лондонского королевского общества (1950)
- Почётный житель Гёттингена (1953)
- Медаль и премия Гутри (1953)
- Нобелевская премия по физике (1954)
- Орден «За заслуги перед Федеративной Республикой Германия» (1959)
- Иностранный почётный член Академии наук СССР (1934, член-корреспондент с 1924 года), Лондонского королевского общества (1939), Национальной академии наук США, Датской королевской академии наук, Шведской королевской академии наук, Ирландской королевской академии, академий наук Индии, Румынии, Перу
- Почётный доктор университетов Бристоля, Бордо и Эдинбурга, почётный член колледжа Гонвилля и Киза (Кембридж)

## Память
- В честь столетия Борна Оптическое общество Америки учредило премию имени Макса Борна (англ. Max Born Award), первым лауреатом которой стал известный специалист по когерентной и квантовой оптике Леонард Мандель[англ.]. Медаль и премию Макса Борна с 1973 года вручают Немецкое физическое общество и Британский институт физики.
- Имя Борна носит Институт нелинейной оптики и спектроскопии коротких импульсов[нем.], основанный в 1991 году в Берлине (район Адлерсхоф).
- В честь Макса Борна в 1979 году назван кратер на Луне.

## Сочинения
- M. Born. Dynamik der Kristallgitter (англ.). — Leipzig: Teubner, 1915. Русский перевод: М. Борн. Динамика кристаллической решетки. — М., 1932.
- M. Born. Die Relativitätstheorie Einsteins und ihre physikalischen Grundlagen (нем.). — Berlin: Springer, 1920. Русский перевод: М. Борн. Теория относительности Эйнштейна и её физические основы. — Л.—М.: ОНТИ, 1938.
- M. Born. Der Aufbau der Materie (англ.). — Berlin, 1920.
- M. Born. Atomtheorie des festen Zustandes. — Leipzig, 1923.
- M. Born. Vorlesungen über Atommechanik (нем.). — Berlin: Springer, 1925. Русский перевод: М. Борн. Лекции по атомной механике. — Харьков — Киев: ГНТИ, 1934.
- M. Born. Problems of Atomic Dynamics (англ.). — MIT Press, 1926.
- M. Born, P. Jordan. Elementare Quantenmechanik (Zweiter Band der Vorlesungen über Atommechanik) (нем.). — Berlin: Springer, 1930.
- M. Born. Optik: Ein Lehrbuch der elektromagnetische Lichttheorie. — Berlin: Springer, 1933. Русский перевод: М. Борн. Оптика. — Харьков — Киев: ГНТИ, 1937.
- M. Born, M. Goeppert-Mayer. Dynamische Gittertheorie. — Berlin: Springer, 1933. Русский перевод: М. Борн, М. Гепперт-Майер. Теория твердого тела. — М.—Л., 1938.
- M. Born. Atomic Physics (англ.). — London: Blackie, 1935. Русский перевод: М. Борн. Атомная физика. — 3-е изд. — М.: Мир, 1970.
- M. Born. The Restless Universe (англ.). — London: Blackie, 1935.
- M. Born. Natural Philosophy of Cause and Chance (англ.). — Oxford University Press, 1949.
- M. Born, H. S. Green. A General Kinetic Theory of Liquids (англ.). — Cambridge University Press, 1949.
- M. Born, Huang Kun. Dynamical Theory of Crystal Lattices (англ.). — Oxford: Clarendon Press, 1954. Русский перевод: М. Борн, Х. Кунь. Динамическая теория кристаллических решеток. — М.: ИЛ, 1958.
- M. Born. Physics in My Generation: A Selection of Papers (англ.). — London: Pergamon, 1956. Русский перевод: М. Борн. Физика в жизни моего поколения. — М.: ИЛ, 1963.
- M. Born, E. Wolf. Principles of Optics (англ.). — London: Pergamon, 1959. Русский перевод: М. Борн, Э. Вольф. Основы оптики. — 2-е изд. — М.: Наука, 1973.
- M. Born. Einstein’s Theory of Relativity (англ.). — New York: Dover Publications, 1962. Русский перевод: М. Борн. Эйнштейновская теория относительности. — 2-е изд. — М.: Мир, 1972.
- M. Born. My Life and My Views (англ.). — New York: Scribner, 1968. Русский перевод: М. Борн. Моя жизнь и взгляды. — М.: Прогресс, 1973.
- Briefwechsel 1916-1955, kommentiert von Max Born with Hedwig Born and Albert Einstein. — München: Nymphenburger, 1969.
- M. Born. Mein Leben: Die Erinnerungen des Nobelpreisträgers (нем.). — München: Nymphenburger, 1975.

- M. Born. Die Theorie des starren Elektrons in der Kinematik des Relativitätsprinzips // Annalen der Physik. — 1909. — Vol. 335 (30). — P. 1—56. Русский перевод: М. Борн. Теория недеформируемого электрона в релятивистской кинематике // Эйнштейновский сборник 1975—1976. — М.: Наука, 1978. — С. 287—340.
- M. Born, Th. von Karman. Über Schwingungen in Raumgittern // Physikalische Zeitschrift. — 1912. — Vol. 13. — P. 297—309.
- M. Born. Zur Raumgittertheorie des Diamanten // Annalen der Physik. — 1914. — Vol. 349 (44). — P. 605—642.
- M. Born. Eine thermochemische Anwendung der Gittertheorie // Verh. der Dtsch. Physik. Ges. — 1919. — Vol. 21. — P. 13—24.
- M. Born. Über Quantenmechanik // Zeitschrift für Physik. — 1924. — Vol. 26. — P. 379—395.
- M. Born, P. Jordan. Zur Quantenmechanik // Zeitschrift für Physik. — 1925. — Vol. 34. — P. 858—888. Русский перевод: М. Борн, П. Иордан. О квантовой механике // УФН. — 1977. — Т. 122. — С. 586—611.
- M. Born, W. Heisenberg, P. Jordan. Zur Quantenmechanik. II // Zeitschrift für Physik. — 1926. — Vol. 35. — P. 557—615.
- M. Born, N. Wiener. Eine neue Formulierung der Quantengesetze für periodische und nicht periodische Vorgänge // Zeitschrift für Physik. — 1926. — Vol. 36. — P. 174—187.
- M. Born. Quantenmechanik der Stoßvorgänge // Zeitschrift für Physik. — 1926. — Vol. 38. — P. 803—827. Русский перевод: М. Борн. Квантовая механика процессов столкновений // УФН. — 1977. — Т. 122. — С. 632—651.
- M. Born. Das Adiabatenprinzip in der Quantenmechanik // Zeitschrift für Physik. — 1926. — Vol. 40. — P. 167—192.
- M. Born, J. R. Oppenheimer. Zur Quantentheorie der Molekeln // Annalen der Physik. — 1927. — Vol. 389 (84). — P. 457—484.
- M. Born, L. Infeld. Foundations of the New Field Theory // Proc. R. Soc. Lond. A. — 1934. — Vol. 144. — P. 425—451.
- M. Born. Relativity and Quantum Theory // Nature. — 1938. — Vol. 141. — P. 327—328.

- М. Борн. Таинственное число 137 // УФН. — 1936. — Т. 16. — С. 697—729.
- М. Борн. Альберт Эйнштейн и световые кванты // УФН. — 1956. — Т. 59. — С. 119—134.
- М. Борн. Физическая реальность // УФН. — 1957. — Т. 62. — С. 129—139.
- М. Борн. Эксперимент и теория в физике // УФН. — 1958. — Т. 66. — С. 353—374.
- М. Борн. Космические путешествия и парадокс часов // УФН. — 1959. — Т. 69. — С. 105—110.
- М. Борн. Возможно ли предсказание в классической механике // УФН. — 1959. — Т. 69. — С. 173—187.
- М. Борн. Воспоминания о Германе Минковском // УФН. — 1959. — Т. 69. — С. 295—302.
- М. Борн. Воспоминания // УФН. — 1970. — Т. 102. — С. 152—166.
- Переписка А. Эйнштейна и М. Борна // Эйнштейновский сборник 1971. — М.: Наука, 1972. — С. 7—54.
- Переписка А. Эйнштейна и М. Борна // Эйнштейновский сборник 1972. — М.: Наука, 1974. — С. 7—103.
- М. Борн. Размышления и воспоминания физика. — М.: Наука, 1977.